# Tata Sia Airlines
Tata Sia Airlines im Markenauftritt Vistara (Sanskrit für Ausdehnung ohne Grenzen) ist eine indische Fluggesellschaft mit Sitz in Gurugram und Basis auf dem Indira Gandhi International Airport.
Vistara nimmt ab dem 3. September 2024 keine neuen Buchungen mehr an und wurde am 12. November 2024 mit Air India fusioniert.

## Geschichte
Vistara ist ein Joint Venture zwischen Singapore Airlines (49 %) und der Tata-Gruppe (51 %). Erstflug war am 9. Januar 2015 zwischen Neu-Delhi und Mumbai sowie zwischen Delhi und Ahmedabad.

## Flugziele
Vistara bietet ca. 30 Ziele in ganz Indien an. Internationale Ziele sind London, Paris, Frankfurt, Dubai, Male, Colombo, Kathmandu, Dhaka, Bangkok und Singapur.
Der erste Flug von Neu-Delhi nach London-Heathrow fand am 28. August 2020 statt.

## Flotte

### Flotte bei Betriebseinstellung
Vor dem Betriebsübergang im November 2024, bestand die Flotte der Vistara im August 2024 aus 70 Flugzeugen mit einem Durchschnittsalter von 3,4 Jahren:
| Flugzeugtyp    | Anzahl | bestellt | Anmerkungen             | Sitzplätze (Business/Eco+/Eco) | Durchschnittsalter |
| -------------- | ------ | -------- | ----------------------- | ------------------------------ | ------------------ |
| Airbus A320neo | 53     |          | einer inaktiv           | 158 (8/24/126)                 | 3,6 Jahre          |
| Airbus A321neo | 10     |          | teilweise Airbus A321LR | 188 (12/24/152)                | 2,4 Jahre          |
| Boeing 787-9   | 07     |          |                         | 299 (30/21/248)                | 3,8 Jahre          |
| Gesamt         | 70     | –        |                         |                                | 3,4 Jahre          |

### Ehemalige Flugzeugtypen
- Airbus A320-200
- Boeing 737-800